# Lymanopoda rana
Lymanopoda rana är en fjärilsart som beskrevs av Otto Thieme. Lymanopoda rana ingår i släktet Lymanopoda och familjen praktfjärilar. Inga underarter finns listade i Catalogue of Life.